# Société de construction des Chemins de fer Indochinois
La Société de construction des Chemins de fer indochinois est une entreprise ferroviaire française créée en 1901.

## Historique
La Société de construction des Chemins de fer indo-chinois est créée en 1901 par Comte Vitali (Régie générale des chemins de fer) et Jules Goüin (Société de construction des Batignolles), ainsi que plusieurs établissements financiers (Banque de l'Indochine, ...), au capital social de 4 millions de francs, pour la construction du chemins de fer de l'Indochine et du Yunnan. Elle a pour objet l'entreprise les travaux de construction de la ligne de chemin de fer de Laokay à Yunnan-Sen et de travaux et fournitures pour les lignes de chemins de fer de l'Indo-Chine, de Haïphong-ville à Laokay et de Haïphong-ville à la gare maritime ; l’entreprise de la construction de toutes autres lignes de chemins de fer en Indo-Chine et en Chine ; l’exploitation de toutes lignes de chemins de fer dans les mêmes pays, et généralement toutes opérations industrielles, commerciales et financières se rapportant à ces entreprises. 
La société était constituée avec un capital de 4 000 000 de francs. Son premier conseil d'administration était présidé par le comte Vitali et composé du baron Albert de Biedermann, de Genebrias de Fredaigues, d'Ernest Genty, de Jules Goüin (qui la présida par la suite), de James de Traz, d'Émile Ulmann et de Maximilien Vieuxtemps.
Le concessionnaire exploitant était la Compagnie française des chemins de fer de l'Indochine et du Yunnan (compagnie créée par un consortium constitué en 1898 par le Comptoir national d’escompte, la Société générale, le Crédit lyonnais, le Crédit industriel et commercial, la Banque de Paris et des Pays-Bas, la Banque de l’Indochine, la Régie générale des chemins de fer et la Société de construction des Batignolles).

## Les lignes
L'ensemblee des lignes ferroviaires en Indochine en 1908 était de 1 429 km réparti principalement :
- Saïgon  à Mytho, longue de 71 km ;
- Haiphong à Laokay et Yunanseg longue de 466 km jusqu'à Mong-Isé ;
- Hanoï à la frontière chinoise, longue de 163 km ;
- Hanoï à Nam-Dimh et Vinh, longue de 326 km ;
- Saïgon  à Kanhoa et au Lang-Bian longue de 134 km ;
- Tourane à Hué, longue de 161 km[5].